# 索拉纳德亚维拉
索拉纳德亚维拉，是西班牙卡斯蒂利亚-莱昂阿维拉省的一个市镇。总面积68平方公里，总人口197人（2001年），人口密度3人/平方公里。